# Singaleško-maldivski jezici
Singaleško-maldivski jezici (Sinhaleško-maldivski), jedan od nekoliko glavnih ogranaka indoarijskih jezika s Maldiva i Šri Lanke.
Singaleško-maldivski jezici obuhvaćaju tri jezika: maldivski ili divehi [div], govori ga ukupno 371 000 na Maldivima i Indiji; sinhala [sin], koji govori 16,2 milijuna ljudi na Šri Lanki i 21 500 u Singapuru; te veddah [ved] koji govori 2 500 ljudi u gradovima i okruzima Šri Lanke: Badulla, Kandy, Matale, Nuwara Eliya i Polonnaruwa u istočnim planinama; okrug Monaragala, a žive u malim ruralnim naseljima te su više klanovi nego posebna etnička skupina.  Općenito su prihvaćeni kao jednaki po rangu sinhaleškom klanu Govigama.

## Vanjske poveznice
- Ethnologue (14th)
- Ethnologue (15th)